# 알보젠코리아
알보젠코리아(영어: Alvogen Korea)는 대한민국의 제약 회사이다.

## 사명 변천사
- 근화항생약품㈜
- 근화제약㈜
- 한국롱프랑제약㈜